# Spiritus Domini

„Váhy spravedlnosti“ – kanonické právo katolické církve

Spiritus Domini je apoštolský list ve formě motu proprio papeže Františka, který byl podepsán 10. ledna 2021 a zveřejněn následující den. Změnil Kodex kanonického práva z roku 1983 tak, aby ženy mohly být připuštěny k ustanoveným službám akolyty a lektora (čtenáře), které byly do té doby dostupné výhradně mužům.

## Pozadí
Od Druhého vatikánského koncilu biskupové katolické církve povolili ženám sloužit v mnoha laických službách. Zatímco dříve byly nižšími svěceními funkce lektora (předčítajícího) a akolyty, s Ministeria quaedam je papež Pavel VI. zrušil, stejně jako subdiakonát (podjáhenství), a místo nich vytvořil „institutované služby“. Pavel VI. v Ministeria quaedam napsal, že „v souladu se starobylou tradicí církve je ustanovení do služeb lektora a akolyty vyhrazeno mužům.“ Dvě ustanovené služby lektora a akolyty byly vyhrazeny pouze mužům a v mnoha diecézích byla vyhrazeny těm, kteří se připravovali na kněžství v seminářích. V jiných diecézích byly udělovány laikům, kteří v těchto rolích sloužili.
S Kodexem kanonického práva z roku 1983 se situace změnila: muži i ženy mohli zastávat tyto role, ale ženy je mohly zastávat pouze dočasně (tj. nemohly být ustanoveny). V roce 1994 Kongregace pro bohoslužbu a svátosti pod vedením papeže Jana Pavla II. upřesnila, že § 2 kánonu 230 Kodexu kanonického práva z roku 1983 říká, že i ženám a dívkám dovoleno být ministrantkami stejně jako muži a chlapci jsou ministranty, ale že tyto ženy a dívky nemají získat výhodu z toho, že jejich postavení je institutovanou službou. „Ve většině diecézí po celém světě – a také ve Vatikánu – byly ženy a dívky lektory při mši a sloužily u oltáře po celá desetiletí. Tato služba byla možná nikoli jako formálně ustanovená služba, ale na základě ustanovení kánonu 230, paragraf 2, který umožňoval, aby ženy nebo muži vykonávali tyto funkce ,na základě dočasného pověřeníʻ“.

## Změna
Motu proprio bylo podepsáno 10. ledna 2021 (na svátek Křtu Páně) a vydáno 11. ledna 2021; mění Kodex kanonického práva z roku 1983 (kánon 230 § 1) a stanoví, že ustanovená služba akolyty a lektora je otevřena „laickým osobám“, tj. mužům i ženám, namísto dosavadních „mužů laiků“. Tato změna podle Františka potvrzuje „doktrinální vývoj“, k němuž došlo v posledních letech.
Kán. 230 § 1 Kodexu kanonického práva zní s touto změnou: „Laické osoby, kteří mají vlohy požadované podle rozhodnutí biskupské konference, mohou být předepsaným liturgickým obřadem natrvalo pověřeni službou lektora a akolyty“. Dříve se uvádělo: „Muži laici, kteří mají vlohy požadované podle rozhodnutí biskupské konference, mohou být předepsaným liturgickým obřadem natrvalo pověřeni službou lektora a akolyty“.
Papež František také napsal dopis kardinálu Luisi Ladariovi, prefektovi Kongregace pro nauku víry, aby vysvětlil své rozhodnutí. František v něm uvádí, že amazonská synoda předznamenala nutnost přemýšlet o „nových cestách církevní služby“, a to nejen pro amazonskou církev, ale pro celou katolickou církev v nejrůznějších situacích. Uvádí také ohledně konstatování Jana Pavla II. o nezpůsobilosti katolické církve světit ženy: „pro služby bez svěcení je možné, a dnes se to zdá být vhodné, překročit tuto výhradu“.

## Reakce
Peter M. J. Stravinskas, kněz a autor Catholic World Report, dokument kritizoval s tím, že bude šířit zmatek mezi věřícími a je v rozporu s dřívějším katolickým učením Christifideles laici a Instrukcí o některých otázkách týkajících se spolupráce věřících, kteří nejsou vysvěceni, na posvátné službě kněze.
Podle Thomase O'Loughlina je tento dokument „velmi zajímavou malou cihličkou v jeho větší pastorační stavbě věnované provádění reforem, které před více než půl stoletím uložil II. vatikánský koncil“; dodává, že díky tomuto motu proprio kanonické právo „dohání [současnou] teologii“.

## Vyústění
23. ledna 2022 papež František poprvé ustanovil ženy za lektorky a katechetky. V tento den papež František uspořádal slavnost, během níž spolu s několika muži instaloval šest žen jako institucionální lektorky a tři ženy jako institucionální katechetky.